# Operación Cycle
Durante la Segunda Guerra Mundial, la operación Cycle tenía como objetivo la evacuación de las tropas aliadas de Le Havre, Francia al final de la batalla de Francia. Del 10 al 13 de junio de 1940 fueron evacuados 11 059 efectivos británicos y aliados.
Como la línea en Somme fue quebrada, la 1° División Blindada Británica y la 51° División de Infantería (Highland) , junto con unidades francesas trataron de retroceder hacia la costa francesa. Parte de estos grupos consiguieron ese objetivo, a pesar de la pérdida de los tripulantes del buque HMS Bruges, los cuales fueron evacuados hacia los destructores británicos y otras embarcaciones.
Como parte de esta operación, un intento de rescatar a los hombres que quedaban a lo largo de una línea que unía Saint-Valery-en-Caux a Veules se llevó a cabo el 10-11 de junio. Sin embargo, tuvo éxito de forma parcial, ya que las trabajos se veían dificultados a causa de una densa niebla. Un total de 2137 soldados británicos y 1184 franceses fueron rescatados, pero el resto, incluyendo más de 6000 hombres de la 51° División de Infantería, fueron capturados.
La operación Cycle fue precedido por la Operación Dynamo, a través de la cual se evacuó a 338 226 soldados británicos, franceses y belgas de Dunkerque del 26 de mayo al 4 de junio, y seguido por la Operación Ariel, por la cual más de 215 000 soldados fueron embarcados en Cherburgo, St. Malo, y otros puertos entre el 14 y el 25 de junio.